# Saint-Ghislain
Saint-Ghislain é uma cidade e um município da Bélgica localizado no distrito de Mons, província de Hainaut, região da Valônia.